# アルテュス王
『アルテュス王』（アルテュスおう、仏: Le roi Arthus）作品23（「アルチュス王」と記述されることもある）は、エルネスト・ショーソンが1886年から1895年にかけて作曲した3幕6場による叙情的悲劇。フランス語の台本はショーソン自身によって書かれた。

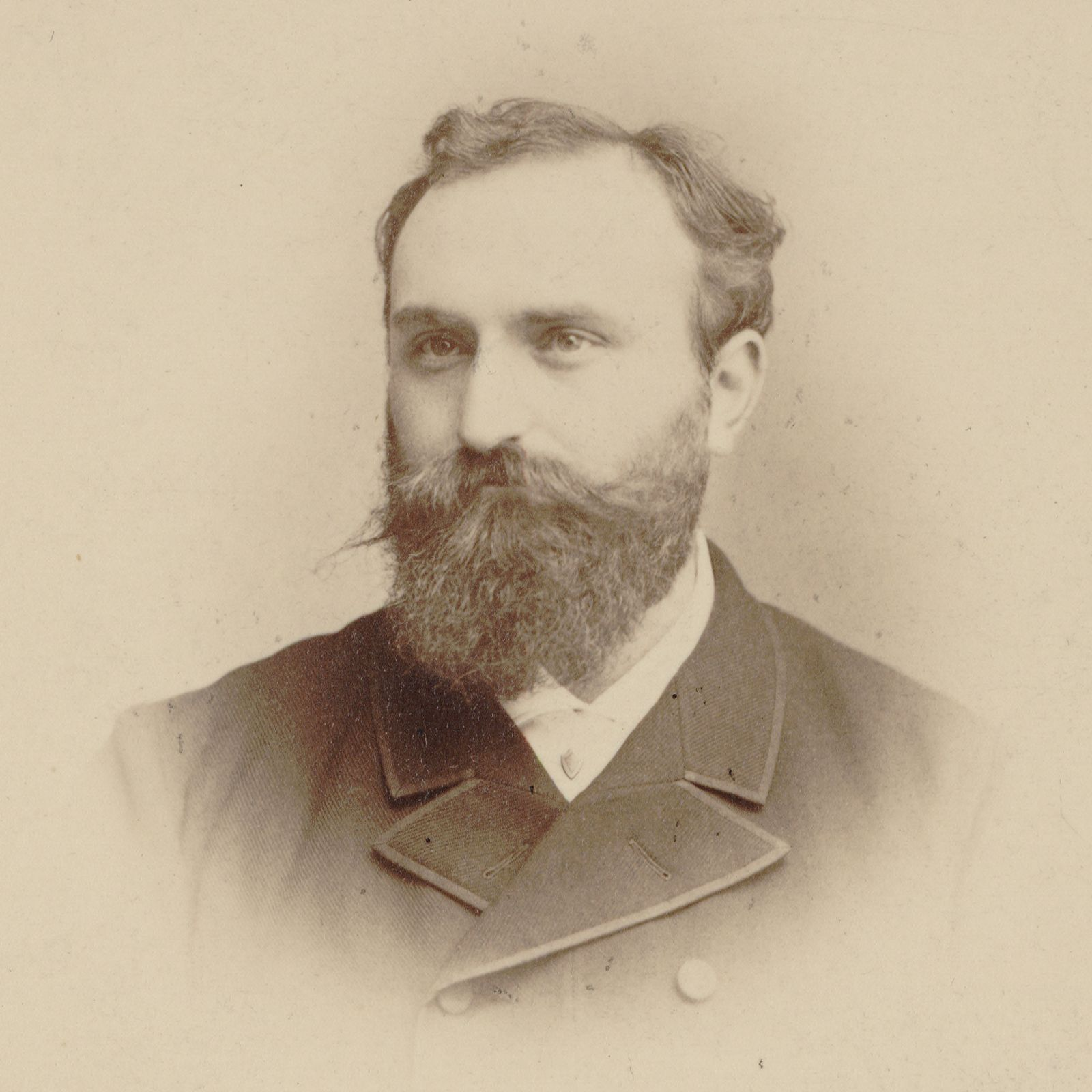
1885年撮影のショーソン

## 概要
この作品は典型的なワーグナーの影響下にある作品（特に『トリスタンとイゾルデ』と『パルジファル』）と長らく考えられてきた。近年はそういった既成概念を、次のような点を強調することで見直す傾向が顕著になってきている。つまり、ベルリオーズの音楽書法に劣らず重要であるような部分をもつ、優れたオペラだということである。具体的には、第1幕と第3幕でのジェニエーヴルの死の場面（『愛と海の詩』や『終わりなき歌』を思わせる）と終幕の部分（ベルリオーズの『ファウストの劫罰』を思わせる）のように重要な部分が例示できる。これらは、浄化された心の平静さやメランコリックな郷愁、崇高さを伴った高揚感、理想主義的な寛容といった、ショーソンの美学にも裏打ちされている。ショーソンは「ジェニエーヴルがランスロットと共にアーサー王の愛を裏切ったことに気が付いた王が運命を放棄するという台本を、散文と韻文を巧みに取り入れて書いた。この作品の主題は慎重かつ個性的に扱われており、《トリスタン》との比較は必ずしも適切ではない」。

## 初演とその後

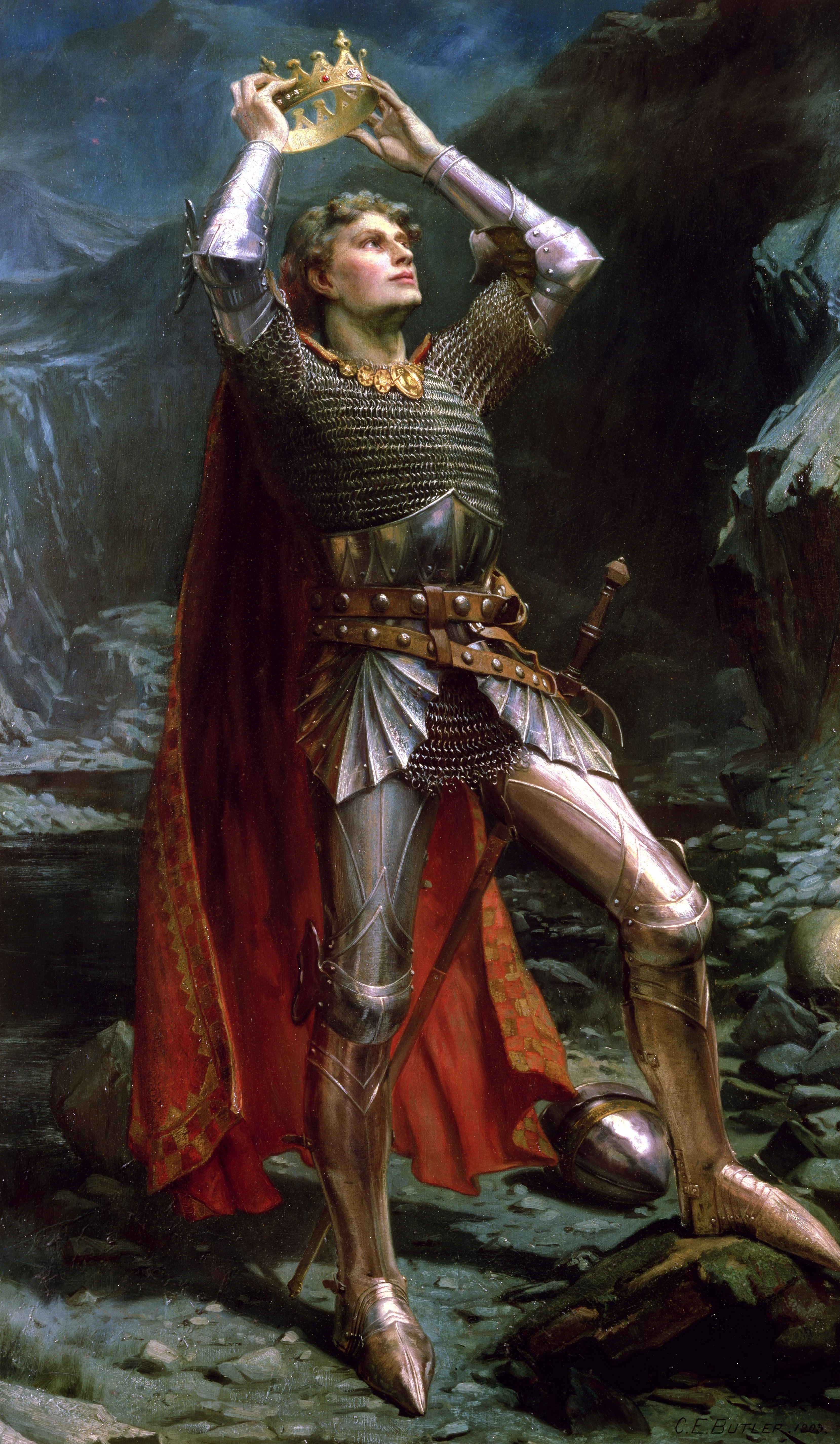
チャールズ・E・バトラーによるアーサー王

初演は長らくの遅延の後、作曲家の死の4年後の1903年11月30日にブリュッセルのモネ劇場にて行われた。情景の制作・演出はアルベール・デュボスクが担当した。衣装デザインは作曲家の義兄弟であるルロール・アンリの工房にて、象徴派の画家フェルナン・クノップフが担当し、ショーソン未亡人の監修の元で行われた。
初演以来フランスで行われた最初の上演は、1916年11月30日に第3幕のみの不完全な形で実現された。1946年6月24日、ショーソンの没後50周年記念演奏会で、ウジェーヌ・ビゴーはフランスで初の全曲の演奏に成功した。1996年にはドルトムントとブレゲンツで上演された。1997年にはモンペリエとケルンで、 2003年に世界初演100周年を記念してモネ劇場で上演された。2014年はストラスブール・ラン国立歌劇場で上演された。
さらに、演出家グラハム・ヴィックによる新しいプロダクションが、2015年5月/6月にパリ・オペラ座にて、指揮がフィリップ・ジョルダン、歌手はトーマス・ハンプソン（アルテュス王）、ソフィー・コッシュ（ジェニエーヴル）、ロベルト・アラーニャ（ランスロット）ほかの陣容にて上演された。

## 近年の主な上演

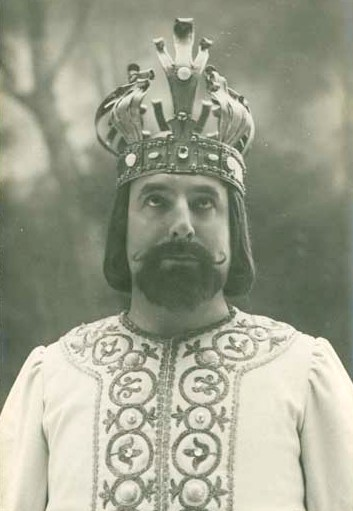
アルテュス王を演じるアンリ・アルベール（1903年）

- 1994年6月20日、オランダ・フェスティヴァル、アムステルダム・コンセルトヘボウ、オランダ放送フィルハーモニー管弦楽団ほか、指揮：エド・デ・ワールト、歌手：マルセル・ヴァノー（アルテュス王）、デイヴィッド・キューブラー（ランスロット）、キャロル・ヤール（ジェニエーヴル）、クラウディア・パッカタ（天上からの声）、コンサート形式上演。
- 1996年5月5日、ドルトムント歌劇場、ドルトムント・フィルハーモニック管弦楽団、演出：ジョン・デュウ、指揮：アントン・マリク、歌手：ハンヌ・ニエモナ（アルテュス王）、ジェイン・カッスルマン（ジェニエーヴル）、コル＝ヤン・デュッセリエー（ランスロット）、アンドレアス・ベッカー（モルドレッド）、ノルベルト・シュミットベルク（リオネル）、グレゴリー・フランク（メルラン）。
- 1996年7月、ブレゲンツ祝祭劇場、ウィーン交響楽団、ソフィア室内合唱団/モスクワ・アカデミー合唱団、演出：ギュンター・クレマー、指揮：マルチェッロ・ヴィオッティ、 歌手：フィリップ・ルイヨン（アルテュス王）、スーザン・アンソニー（ジュニエーヴル）、ダグラス・ナズラヴィ（ランスロット）、エウゲニー・デメルディエフ（モルドレッド）、オリタヴィオ・アレヴァロ（リオネル）、ダニロ・リゴーサ（アラン）。

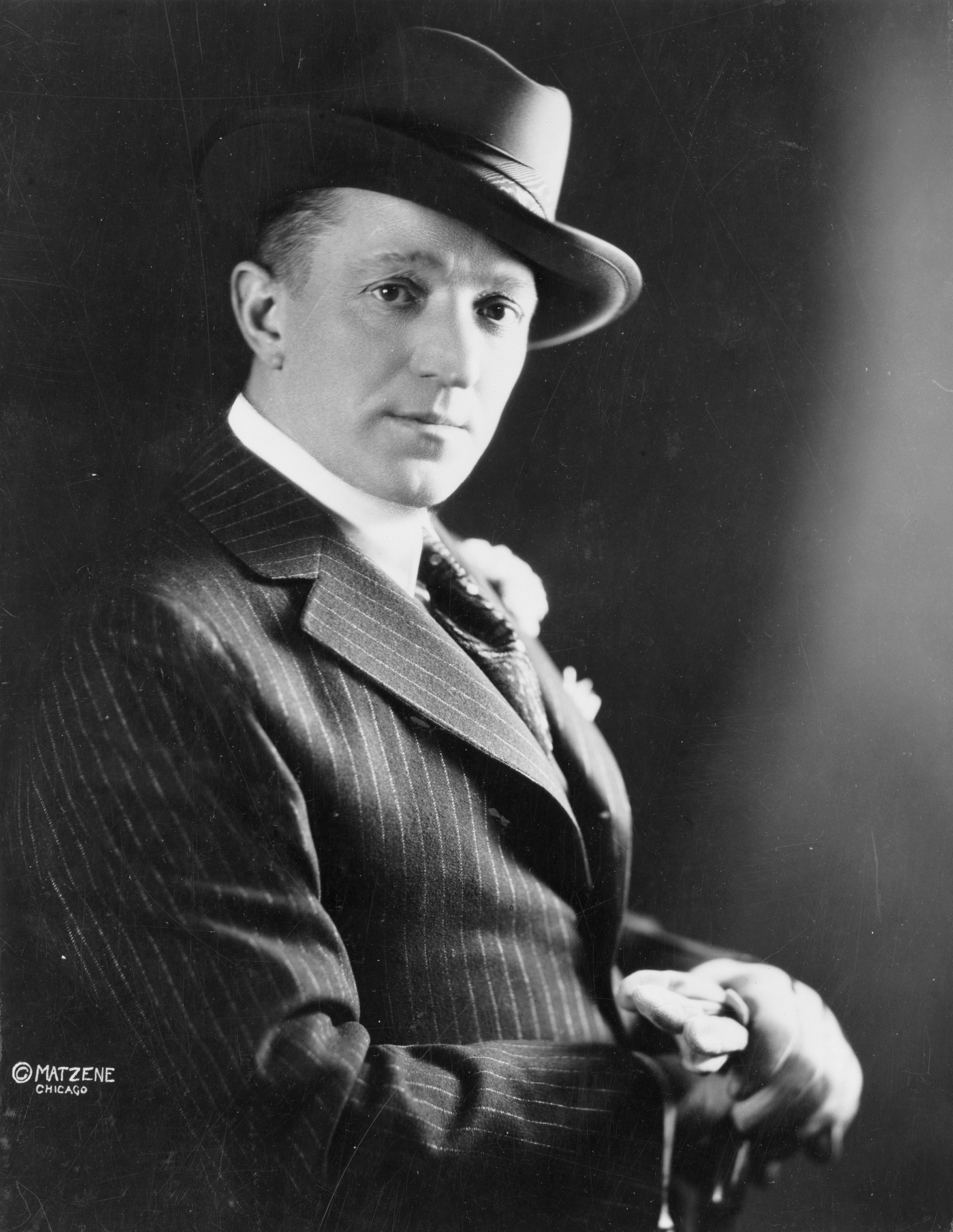
ランスロットを演じたシャルル・ダルモレス（1916年）

- 1997年3月、ケルン歌劇場、ケルン・ギュルツェニヒ管弦楽団およびケルン歌劇場合唱団ほか、演出：ギュンター・クレマー、指揮：フィリップ・オーギャン、歌手：フィリップ・ルイヨン（アルテュス王）、スーザン・アンソニー（ジュニエーヴル）、ダグラス・ナズラヴィ（ランスロット）、エウゲニー・デメルディエフ（モルドレッド）、マチアス・クリンク（リオネル）、ボリス・トラヤノフ（メルラン）、アンドルー・コリンズ（アラン） ブレゲンツ・フェスティヴァルと同様のプロダクション。
- 1997年4月、モンペリエ歌劇場管弦楽団＆合唱団、演出：ジョン・デュウ、指揮：エマニュエル・ジョエル、歌手：マルセル・ヴァノー（アルテュス王）、ヴァレリー・ミヨ（ジュニエーヴル）、ステファン・オマラ（ランスロット）ほか、ドルトムント歌劇場と同様のプロダクション。
- 2000年8月22日、エディンバラ・フェスティバル劇場、ロイヤル・スコティッシュ・ナショナル管弦楽団およびスコッティシュ歌劇場合唱団、指揮：フレデリック・シャスラン、歌手：サイモン・キーンリーサイド（アルテュス王）、フランソワーズ・ポレ（ジェニエーヴル）、ユベール・デランボワイエ（ランスロット）、クリストファー・マルトマン（メルラン）、マルク・ラオ（リオネル）、ニール・デイヴィース（アラン）、ほか。コンサート形式上演[7]。
- 2001年2月4日、ニューヨーク、エイブリー・フィッシャー・ホール、指揮： レオン・ボッツタイン 、 アメリカ交響楽団およびコンサート・コーラル・オブ・ニューヨーク、歌手：アンドルー・シュローダー（アルテュス王）、ニコール・フォランド（ジェニエーヴル）、ヒュー・スミス（ランスロット）、フランソワ・ル・ルー（メルラン）、ショーン・マゼイ（リオネル）、コンサート形式上演[8]。

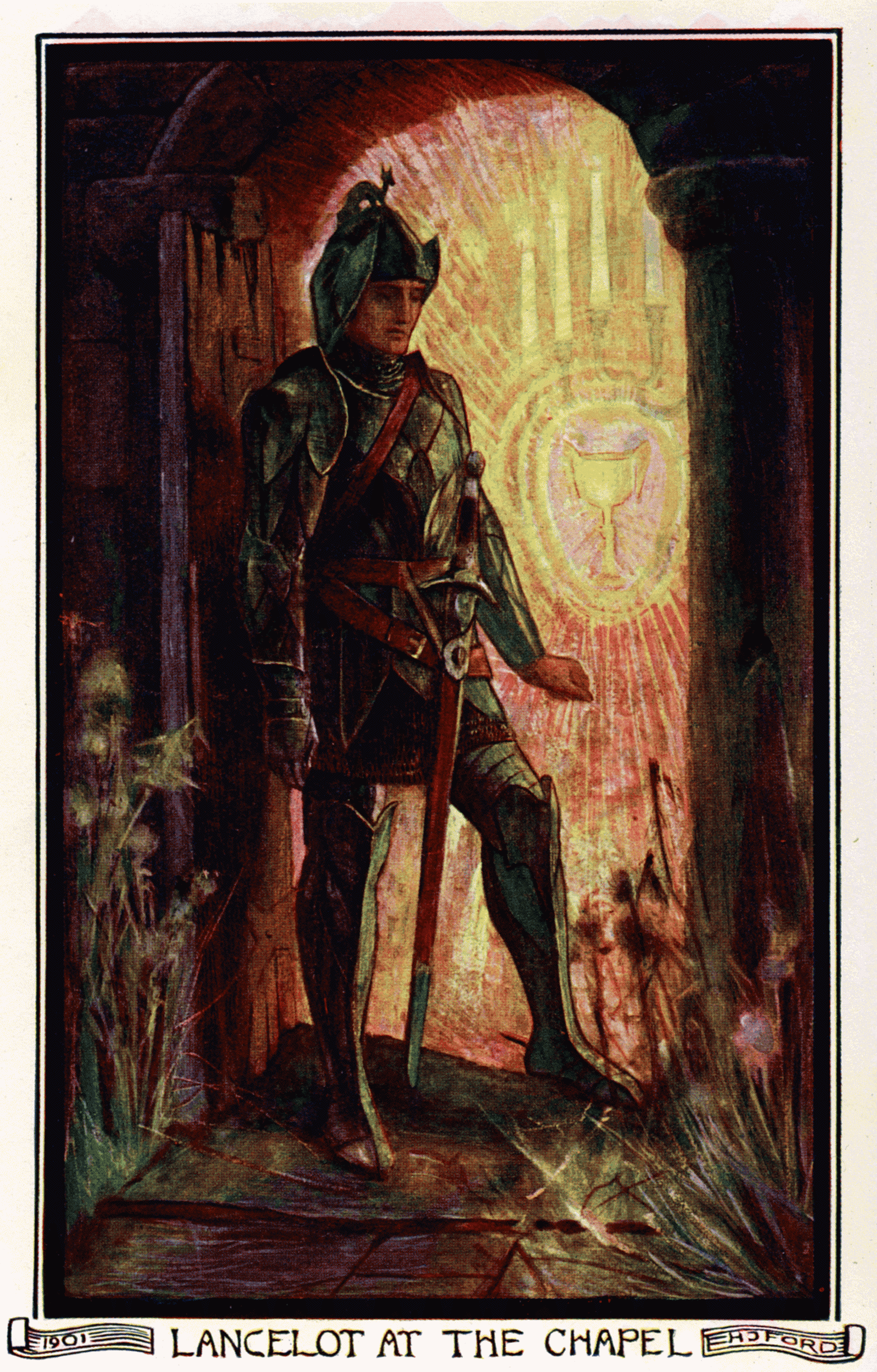
礼拝堂でのランスロット

- 2003年10月/11月、ブリュッセル・モネ劇場交響楽団＆合唱団、演出：ジョスリン・マシュー、指揮：ダニエレ・カッレガーリ、歌手：ルイ・オテイ（アルテュス王）、ダグマー・シェレンベルガー/エレーヌ・ベルナルディ（ジェニエーヴル）、ダグラス・ナズラヴィ/クラウス・フロリアン・フォークト（ランスロット）、イヴ・セレンス（リオネル）、フィリップ・ジョルジュ（モルドレッド）、ジャック・ドエス（アラン）、オリヴィエ・ラルエット（メルラン）、世界初演100周年記念公演[9]。
- 2014年3月/4月、ストラスブール・ラン国立歌劇場（3月）、ミュルーズ、ラ・フィラチュール劇場（4月）、ミュルーズ交響楽団およびラン国立歌劇場合唱団、演出：キース・ワーナー、指揮：ジャック・ラコンブ、歌手：アンドリュー・シュローダー（アルテュス王）、エリザベート・ラト（ジェニエーヴル）、アンドリュー・リチャーズ（ランスロット）、ベルナール・アンベール（モルドレッド）、クリストフ・モンターニュ（リオネル）、アルノー・リシャール（アラン）、ニコラ・カヴァリエ（メルラン）[10]。
- 2015年5月/6月、パリ・オペラ座バスティーユ歌劇場、演奏：パリ・オペラ座管弦楽団および合唱団、指揮：フィリップ・ジョルダン、歌手：トーマス・ハンプソン（アルテュス王）、ソフィー・コッシュ（ジェニエーヴル）、ロベルト・アラーニャ/ゾラン・トドロヴィッチ（ランスロット）、アレクサンドル・デュアメル（モルドレッド）、スタニスラス・ド・バルベイラック（リオネル）、フランソワ・リス（アラン）、ピーター・シドム（メルラン）、シリル・デュボワ（労働者）、ティアゴ・マトス（騎士）[6][11]。

## 登場人物
| 登場人物       | 声域         | 役                                    | 初演時のキャスト (1903年11月30日) 指揮：シルヴァン・デュピュイ |
| -------------- | ------------ | ------------------------------------- | -------------------------------------------------------------- |
| アルテュス王   | バリトン     | ブリトン人の国王 （アーサー王）       | アンリ・アルベール                                             |
| ジェニエーヴル | メゾソプラノ | アルテュス王の王妃 （グィネヴィア）   | ジャンヌ・パコ・ダッシー                                       |
| ランスロット   | テノール     | 最強の騎士                            | シャルル・ダルモレス                                           |
| リオネル       | テノール     | ゴーン王ボールスの子 （ライオネル）   | エルネスト・フォルジェール                                     |
| メルラン       | バリトン     | アルテュス王を導く魔術師 （マーリン） | エドゥアール・コトルイユ                                       |
| モルドレッド   | バス         | アルテュスとモルゴースの間の不義の子  | フランソワ                                                     |
| アラン         | バス         | 従僕                                  | ジャン・ヴァリエ                                               |
| 労働者         | テノール     | －                                    | アンネル                                                       |
| 騎士/地主      | バス         | －                                    | ダンレー                                                       |

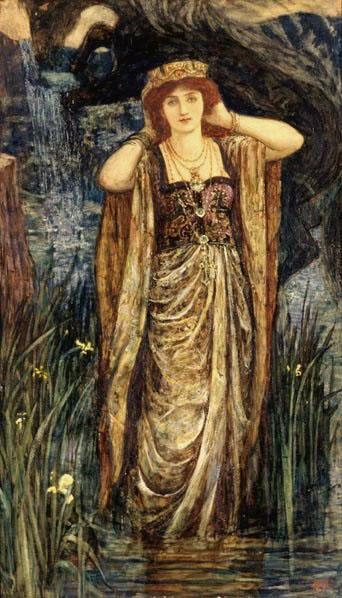
ヘンリー・ジャスティス・フォードによるジェニエーヴル

合唱:　騎士たち、従者たち、吟遊詩人たち、ジェニエーヴルの付き人の女性たち

## あらすじ

### 第1幕
第1場
カーデュエルのアルテュス王の城の大広間に騎士、従者、吟遊詩人などが大勢集まっている。そこでアルテュス王がサクソン人に対する最終的な勝利を宣言する、壮麗な場面から始まる。アルテュス王はランスロットの功績を讃える。ジェニエーヴルも同様にランスロットに賛辞を与える。モルドレッドはジェニエーヴルに恋心を密かにもっているが、ランスロットとジェニエーヴルが仲良く歓談しているのを妬ましく思っている。
第2場
ランスロットとジェニエーヴルは密会の約束をし、不倫に陥る。密会をモルドレッドが見つけると、ランスロットはモルドレッドを剣で打ち倒す。ランスロットはジェニエーヴルの意見に従い、森に逃げ込む。

### 第2幕

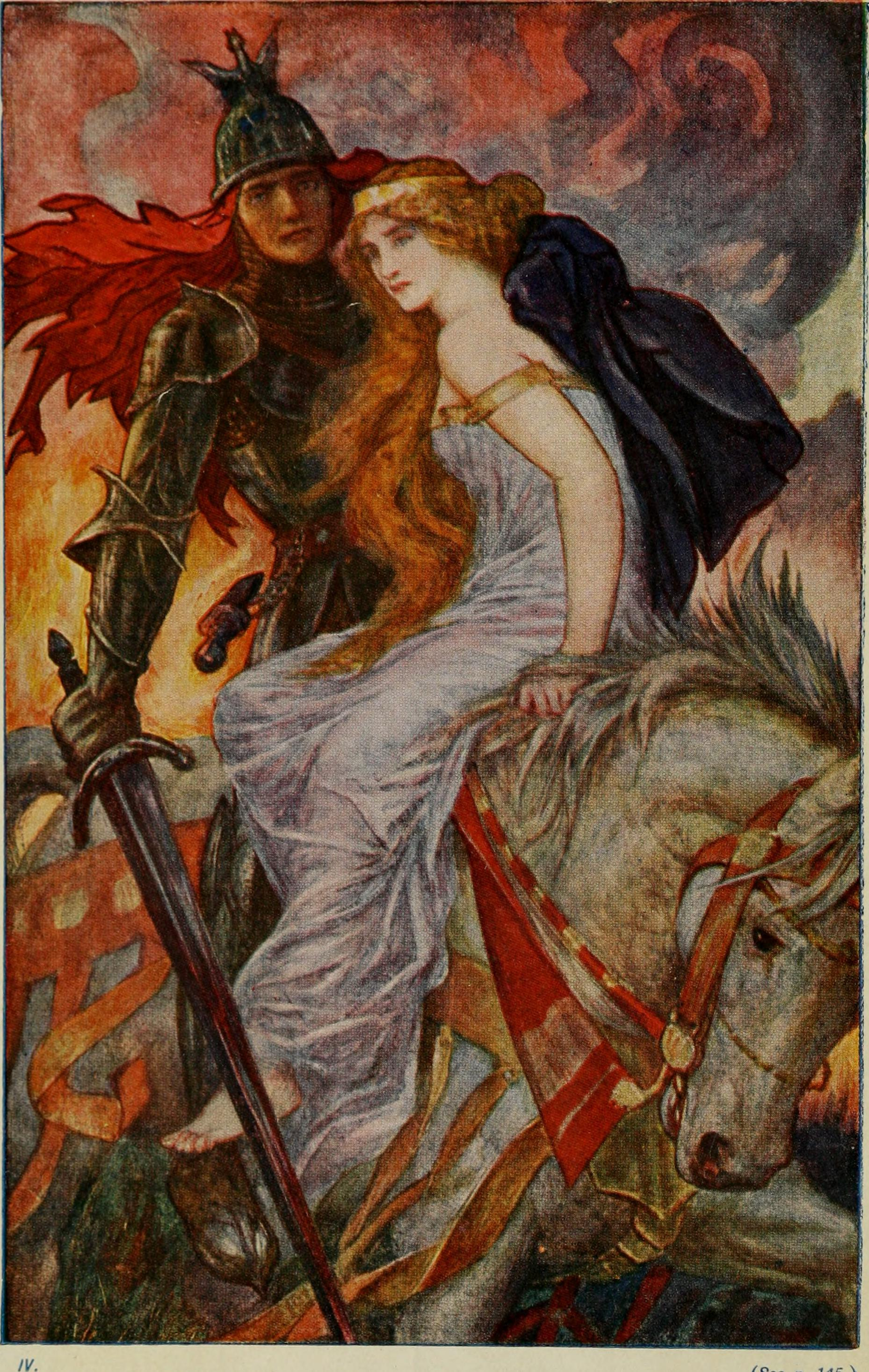
ランスロットとジェニエーヴル、アーサー・ラングによるイラスト

第1場
モルドレッドの傷は致命傷にはなっておらず、死んではいなかった。モルドレッドは宮中に戻ると、ランスロットとジェニエーヴルの密会を口外する。アルテュスはそれでもランスロットの無実を信じ、ランスロットに城内に戻るよう勧告する。ランスロットは皆の前で嘘をつくことができないと気持ちを固める。そして、ジェニエーヴルの魅力に抗し難いと見定め、ジェニエーヴルと逃亡することを決心する。
第2場
アルテュス王は、真実を確かめたいと空しく待ち続ける。アルテュス王は魔術師メルランに助言を求めるが、「アルテュスの王国はまもなく滅びるであろう」という暗い予言が伝えられる。アルテュス王はランスロットと戦う決意を固め、出陣する。

### 第3幕
第1場
ランスロットはアルテュス王とその剣エクスカリバーを見ると力が萎え、敗走してしまう。ジェニエーヴルは逃げるのを拒否し、アルテュス王の前で自らの髪によって首を絞め、自殺する。絶望したランスロットは死を覚悟して戦場に戻る。
第2場
負傷して倒れたランスロットは意識を取り戻すと、自分の罪に相応しい処罰を求める。アルテュス王はランスロットを許し、神の慈悲を請う。すると天上の声がアルテュスに届き、彼に平和と忘却を勧める。そこに、一艘の船が彼に近づく。安息を与えるためにアルテュスをこの世から連れ出す船であった。

## 楽器編成
- 木管楽器: フルート2、ピッコロ1（3番フルート持ち替え）、 オーボエ2、コーラングレ1、クラリネット2、バスクラリネット1、コントラバスクラリネット1、バスーン4
- 金管楽器:トランペット4、ホルン4、 トロンボーン3、テューバ1
- 打楽器:ティンパニ 、大太鼓、シンバル、古代シンバル、トライアングル
- 弦5部
- その他:ハープ2
- 舞台裏:トランペット4

## 演奏時間
全幕で約2時間45分。

## 録音
| 指揮者                     | 管弦楽団・合唱団                                                       | 配役 | 録音 | レーベル 備考                                              |
| -------------------------- | ---------------------------------------------------------------------- | --- | ---- | ---------------------------------------------------------- |
| アルミン・ジョルダン       | フランス放送フィルハーモニー管弦楽団 フランス放送合唱団                | エスタ・ヴィンベルイ ジーノ・キリコ テレサ・ツィリス・ガラ ジル・カシュマイユ                                  | 1986 | Erato 最初の全曲録音                                       |
| マルチェッロ・ヴィオッティ | ウィーン交響楽団 ソフィア室内合唱団 モスクワ・ロシア・アカデミー合唱団 | フィリップ・ルイヨン ダグラス・ナズラヴィ スーザン・アンソニー ジル・カシュマイユ                              | 1996 | Koch Schwann ブレゲンツ音楽祭でのライブ録音 若干のカット有 |
| レオン・ボッツタイン       | BBC交響楽団 アポロ・ヴォイセス                                         | フランソワ・ル・ルー アンドリュー・シュローダー スーザン・ブロック サイモン・オニール ドナルド・マッキンタイア | 2005 | Telarc                                                     |